# Citerne pneumatique
Les citernes pneumatiques sont des citernes destinées à stocker ou transporter des matériaux secs en vrac tels que le ciment, la chaux, la farine, des granulés plastiques, des charges telles la silice pyrogénée et autres produits similaires ; le remplissage et le vidage de ces citernes sont assurés par transport pneumatique, les matériaux étant en suspension dans un flux d'air.

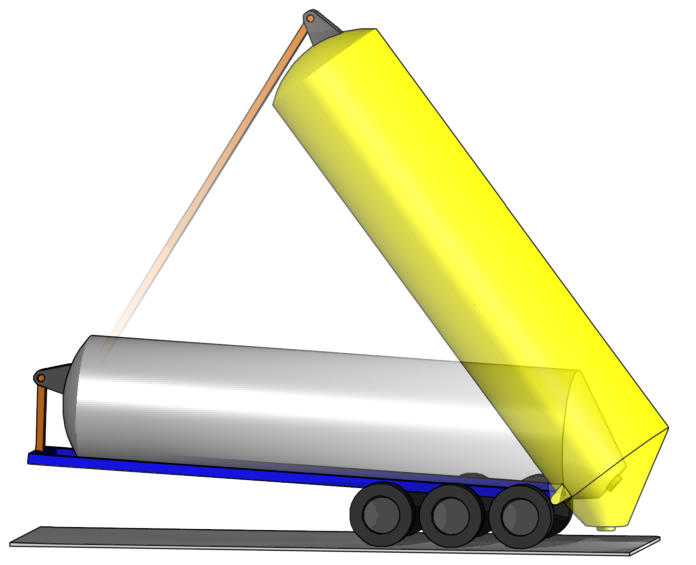
Schéma de citerne pneumatique relevable, à une trémie.

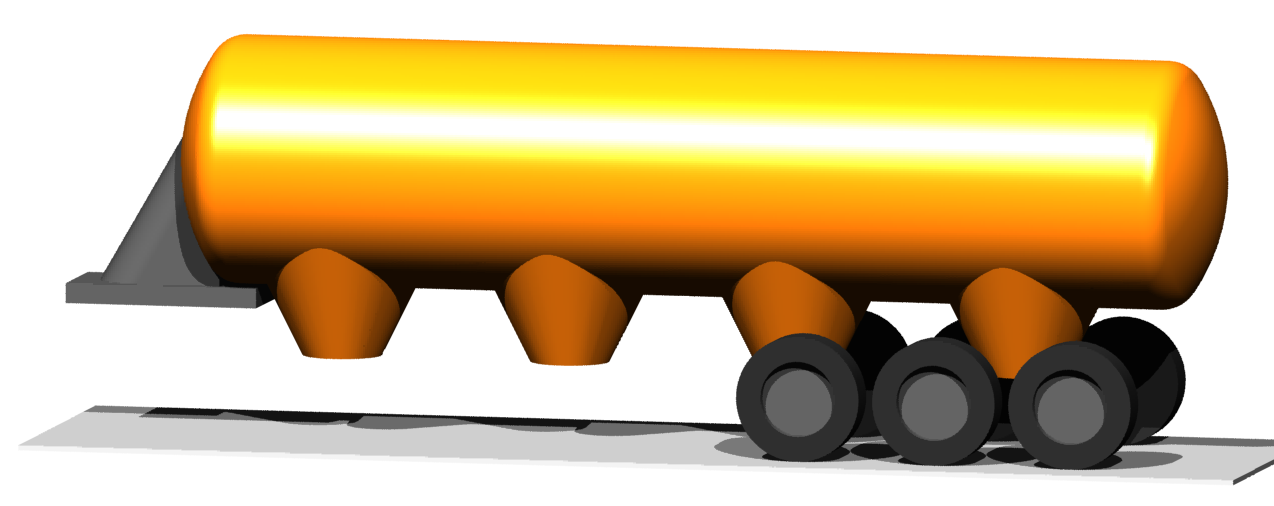
Schéma de citerne pneumatique à quatre trémies.

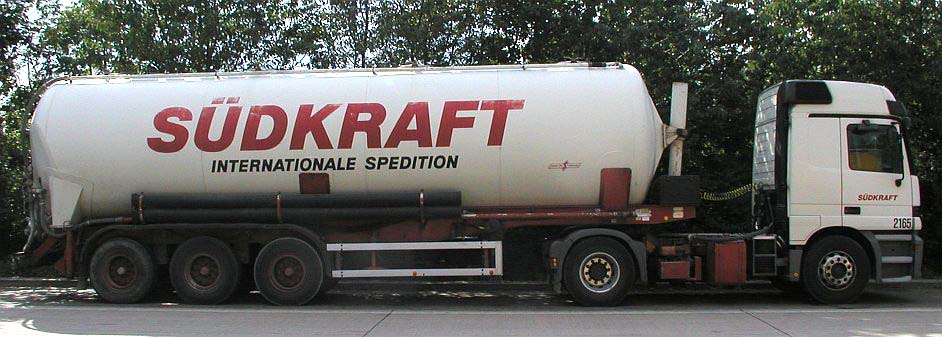
Citerne pneumatique routière.

## Description
Il existe des citernes routières de différentes capacités (de 22 à 85 m3) construites en aluminium, en acier ou en acier inoxydable, avec une conception à plusieurs trémies (1 à 7). Le déchargement du produit est fait par pression dans un silo.
Ces remorques sont offertes en 2, 3 ou 4 essieux et en B-Train.